# Staatslijn
De staatslijnen zijn een aantal Nederlandse spoorlijnen, volgens de wet van 18 augustus 1860 door de Staat der Nederlanden aangelegd. Deze 10 spoorlijnen hebben ieder een letter gekregen, A t/m I en K.
Tegenwoordig worden deze benamingen nog maar weinig gebruikt.

## Staatslijnen
- Staatslijn A: Arnhem - Leeuwarden
- Staatslijn B: Harlingen - Nieuwe Schans
- Staatslijn C: Meppel - Groningen
- Staatslijn D: Zutphen - Glanerbrug
- Staatslijn E: Breda - Maastricht

- Staatslijn F: Roosendaal - Vlissingen
- Staatslijn G: Venlo - Kaldenkirchen
- Staatslijn H: Utrecht - Boxtel
- Staatslijn I: Breda - Rotterdam
- Staatslijn K: Den Helder - Amsterdam